# Abbenbroek
Abbenbroek is een dorp in de gemeente Nissewaard in de Nederlandse provincie Zuid-Holland. Het dorp heeft bijna 1.290 inwoners (2023). Abbenbroek is omstreeks 1200 ontstaan langs de rivier Bernisse op het eiland Voorne. Abbenbroek ligt ongeveer 4 kilometer ten westen van Spijkenisse en 2,5 kilometer ten zuiden van Heenvliet.

## Geschiedenis
De gemeente Abbenbroek, die was ingesteld op 1 januari 1812, werd op 1 januari 1980 opgeheven. Abbenbroek werd toen een onderdeel van de nieuw ingestelde gemeente Bernisse. Bernisse en Spijkenisse gingen op 1 januari 2015 op in de nieuw ingestelde gemeente Nissewaard.

## Bezienswaardigheden
De Hersteld Hervormde Sint Aegidiuskerk is van oorsprong een parochiekerk uit de dertiende eeuw. De kerk heeft een baksteenbouw met houten bekapping, bestaande uit een rechthoekig gesloten koor, een driebeukig schip en een westtoren. In de periode tussen 1492 - 1574 was deze kerk een bedevaartplaats voor de verering van O.L. Vrouw van Zeven Smarten. Op Voorne ging men mee in de reformatie, de eerste dominee hield hier in 1574 zijn intrededienst.
In het centrum van Abbenbroek staat een muziektent in de gracht van de kerkring. Langs de gracht staan huizen met 17e-eeuwse gevels.
Aan de westzijde van de kerk staat het Ambachtshuis waar de heren van Abbenbroek woonden.
De enige molen die nog in Abbenbroek staat is korenmolen De Hoop. Deze ronde, stenen grondzeiler is in 1843 gebouwd en in 1979 gerestaureerd. De drie watermolens (de Achtkantmolen, de Hogermolen en de Lagemolen) waren overbodig geworden door de komst van een watergemaal in 1881.

## Monumenten
Een deel van Abbenbroek is een beschermd dorpsgezicht. 
Zie ook:
- Lijst van rijksmonumenten in Abbenbroek
- Lijst van gemeentelijke monumenten in Abbenbroek

## Geboren in Abbenbroek
- Willem van den Hoonaard, (1788-1862), schoolmeester, schoolboekenschrijver en geschiedkundige
- Willem Matthias van der Scheer (1882-1957), hoogleraar in de psychiatrie en neurologie
- Maarten den Bakker (1969), wielrenner

## Externe links

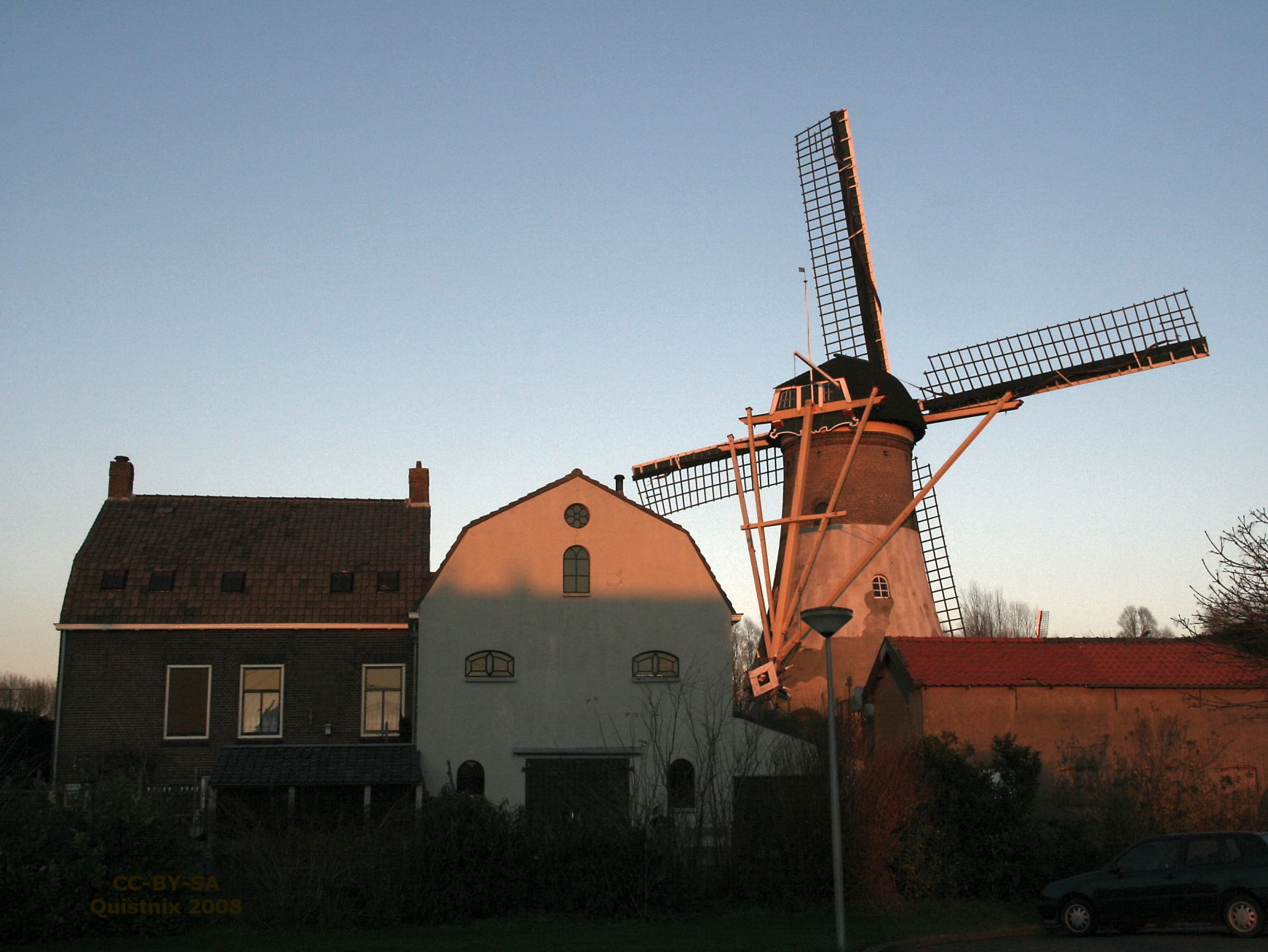
Molen De Hoop
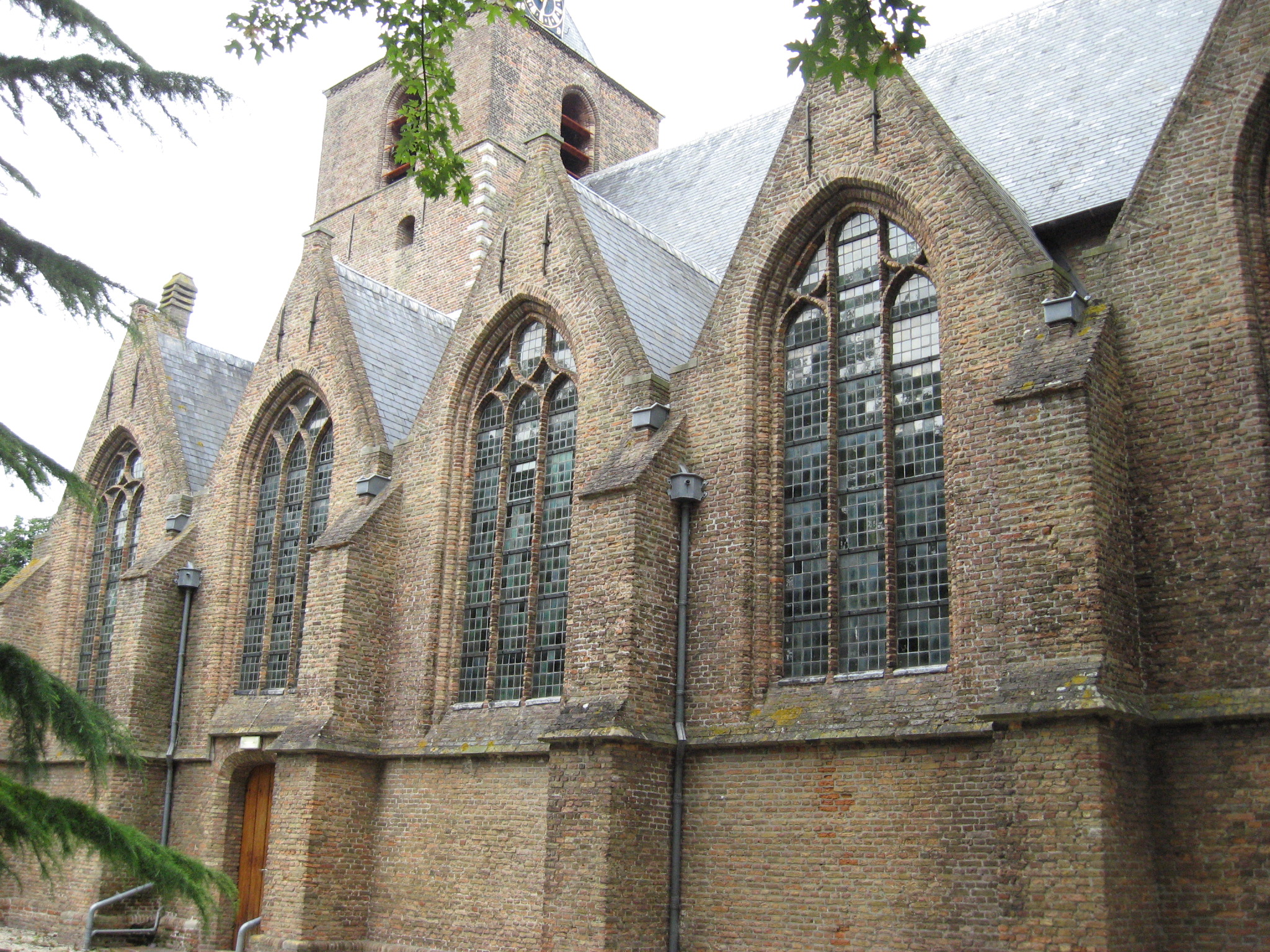
De Sint Aegidiuskerk
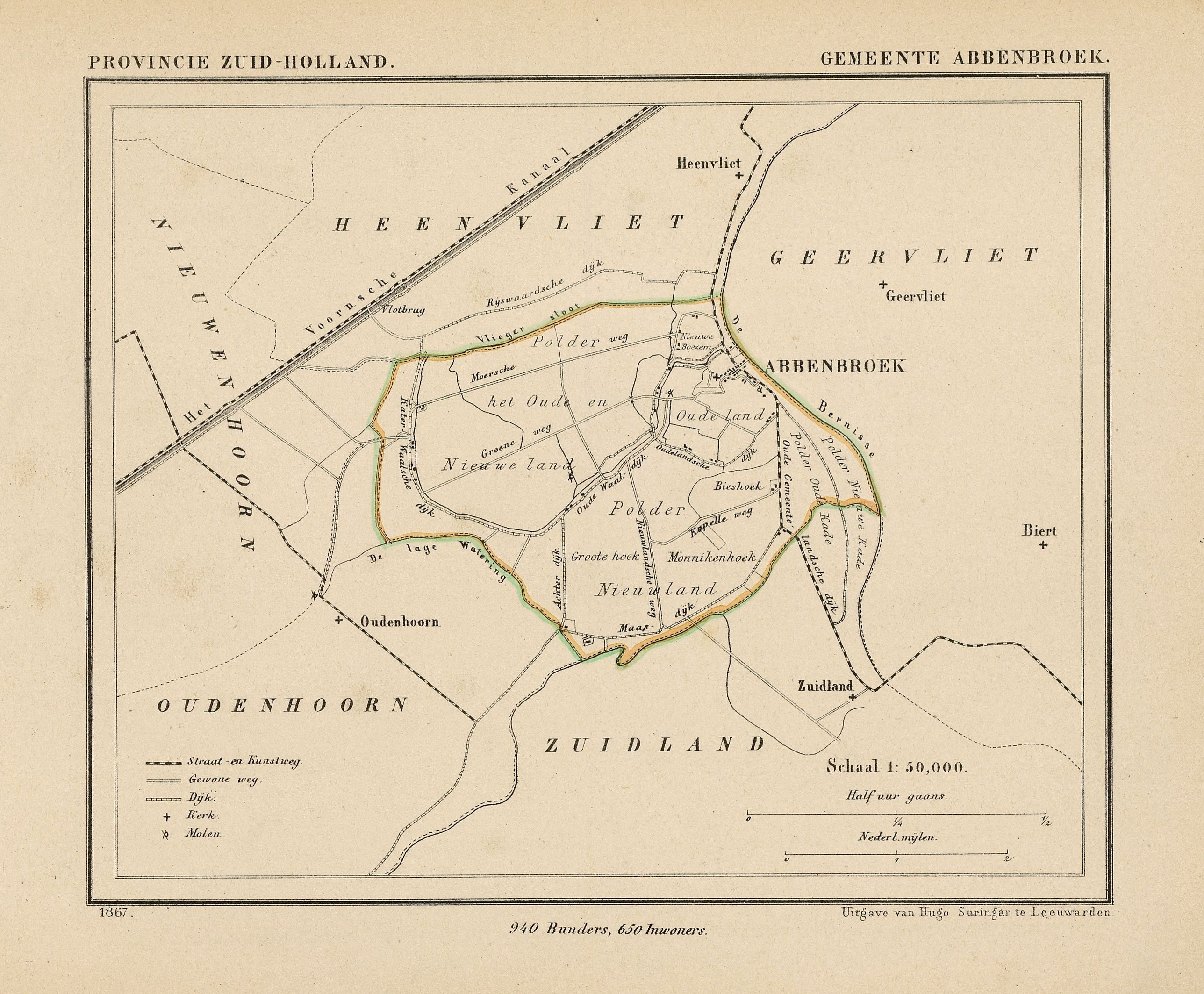
De voormalige gemeente Abbenbroek in 1867.